# 모리타키 요시미
모리타키 요시미(일본어: 森滝 義巳, 1938년 3월 8일 ~ )는 일본의 전 프로 야구 선수이다. 효고현 고베시 출신이며 현역 시절 포지션은 투수였다.
일본 프로 야구 역대 7번째의 퍼펙트 게임을 달성한 선수로도 알려져 있다.

## 인물
효고 고등학교에 재학 중이던 1955년 하계 고시엔 대회(제27회 선발 고등학교 야구 대회)에 출전했는데 2차전(첫 경기)에서 훗날 릿쿄 대학 동료가 되는 하마나카 요시카즈가 소속된 와카사 고등학교에게 패했다. 졸업 후에 진학한 릿쿄 대학에서는 나가시마 시게오, 스기우라 다다시의 2년 후배였고 스기우라가 졸업한 후 3학년부터는 1년 아래인 고다이 도모카즈(일본 맥주)와 함께 주력 투수로서 맹활약했다. 도쿄 6대학 리그에서는 재학 중 8시즌 가운데 5차례의 우승에 기여했고 1957년과 1958년에 전일본 대학 야구 선수권 대회 연속 우승을 이끌었다. 제구력이 뛰어날 정도로 42와 1/3이닝 무볼넷이라는 리그 신기록을 달성했고 리그 통산 35경기에 등판하여 16승 6패 68탈삼진, 평균 자책점 1.49의 성적을 남겼다. 하마나카 이외의 대학 동기로는 이나가와 마코토, 다네모 마사유키, 다카바야시 쓰네오, 고니시 히데로 등이 있다.
1960년 고쿠테쓰 스왈로스에 입단하여 프로 1년째인 1960년 겨우 1승 밖에 올릴 정도의 부진한 성적을 남겼지만 2년째인 1961년에는 시즌 10승으로 두 자릿수 승수를 기록했다. 그 해엔 올스타전에도 출전했다. 이듬해 1962년부터 일시적 침체를 겪었지만 1964년에는 5승을 거뒀고 1966년을 끝으로 현역에서 은퇴했다.
1961년 6월 20일 주니치 드래곤스전에선 일본 프로 야구 역대 7번째에 해당되는 퍼펙트 게임을 달성했다. 퍼펙트 게임 달성 당시의 성적은 투구수 113개, 외야 뜬공 6개, 내야 뜬공 1개, 내야 땅볼 15개, 내야 라이너 1개, 삼진 4개였다.
은퇴 후 1978년에는 가와모토 공업에 입사하여 직장인으로 활동했고 정년 퇴직 후에는 청소년 야구 지도에 종사하고 있다.

## 선수로서의 특징
언더핸드에서 떨어지는 슈토, 바깥쪽 커브를 잘 따르고 때려서 잡아내는 피칭을 취했다.

## 상세 정보

### 출신 학교
- 효고 현립 효고 고등학교
- 릿쿄 대학

### 선수 경력
- 고쿠테쓰 스왈로스·산케이 스왈로스·산케이 아톰스(1960년 ~ 1966년)

### 개인 기록
- 퍼펙트 게임 : 1회(1961년 6월 20일, 대 주니치 드래곤스 전, 고라쿠엔 구장) ※역대 7번째
- 올스타전 출장 : 1회(1961년)

### 등번호
- 21(1960년 ~ 1966년)

### 연도별 투수 성적
| 연 도      | 소 속           | 등 판 | 선 발 | 완 투 | 완 봉 | 무 4 구 | 승 리 | 패 전 | 세 이 브 | 홀 드 | 승 률 | 타 자 | 이 닝 | 피 안 타 | 피 홈 런 | 볼 넷 | 고 4 | 몸 맞 | 탈 삼 진 | 폭 투 | 보 크 | 실 점 | 자 책 점 | 평 자 책 | W H I P |
| ---------- | --------------- | ----- | ----- | ----- | ----- | ------- | ----- | ----- | -------- | ----- | ----- | ----- | ----- | -------- | -------- | ----- | ---- | ----- | -------- | ----- | ----- | ----- | -------- | -------- | ------- |
| 1960년     | 고쿠테쓰 산케이 | 32    | 8     | 1     | 1     | 0       | 1     | 8     | --       | --    | .111  | 362   | 83.1  | 90       | 7        | 23    | 0    | 7     | 28       | 0     | 0     | 52    | 44       | 4.71     | 1.36    |
| 1961년     | 고쿠테쓰 산케이 | 38    | 19    | 6     | 2     | 2       | 10    | 8     | --       | --    | .556  | 675   | 167.2 | 143      | 9        | 40    | 5    | 6     | 64       | 2     | 0     | 53    | 43       | 2.30     | 1.09    |
| 1962년     | 고쿠테쓰 산케이 | 24    | 9     | 0     | 0     | 0       | 0     | 7     | --       | --    | .000  | 256   | 63.0  | 59       | 3        | 15    | 0    | 1     | 28       | 1     | 0     | 27    | 24       | 3.43     | 1.17    |
| 1963년     | 고쿠테쓰 산케이 | 30    | 4     | 0     | 0     | 0       | 0     | 2     | --       | --    | .000  | 260   | 64.2  | 58       | 7        | 17    | 0    | 0     | 14       | 0     | 0     | 28    | 26       | 3.60     | 1.16    |
| 1964년     | 고쿠테쓰 산케이 | 44    | 21    | 1     | 0     | 0       | 5     | 14    | --       | --    | .263  | 653   | 163.0 | 146      | 13       | 36    | 5    | 4     | 45       | 1     | 0     | 60    | 54       | 2.98     | 1.12    |
| 1965년     | 고쿠테쓰 산케이 | 16    | 6     | 0     | 0     | 0       | 0     | 4     | --       | --    | .000  | 152   | 34.1  | 46       | 1        | 7     | 0    | 1     | 9        | 1     | 0     | 21    | 19       | 5.03     | 1.54    |
| 1966년     | 고쿠테쓰 산케이 | 20    | 3     | 0     | 0     | 0       | 0     | 3     | --       | --    | .000  | 171   | 39.2  | 47       | 3        | 7     | 0    | 3     | 12       | 1     | 0     | 28    | 27       | 6.08     | 1.36    |
| 통산 : 7년 | 통산 : 7년      | 204   | 70    | 8     | 3     | 2       | 16    | 46    | --       | --    | .258  | 2529  | 615.2 | 589      | 43       | 145   | 10   | 22    | 200      | 6     | 0     | 269   | 237      | 3.46     | 1.19    |

- 고쿠테쓰(고쿠테쓰 스왈로스)는 1965년에 산케이(산케이 스왈로스)로 구단명을 변경.